# Ackle Back
Ackle Back är en udde i republiken Irland.   Den ligger i grevskapet County Donegal och provinsen Ulster, i den norra delen av landet.
Terrängen inåt land är huvudsakligen platt, men åt nordväst är den kuperad. Udden är täckt av gräs- och jordbruksmark. 